# بحر رمل
بحرِ رَمَل در اصطلاح عروضی، به بحر شعری گفته می‌شود که ارکان آن از تکرار «فاعِلاتُن» (- U - -) یا زحافات آن تشکیل شده و از بحور متّفق‌الارکان است. رَمَل به معنی حصیر بافتن است. این بحر با وتدی بین دو سبب، گویی ارکان آن درهم بافته‌است. (فاعلاتن - سبب خفیف و وتد مقرون و سبب خفیف «°|°°|°|/– ᴗ – –»)
مشهورترین وزن آن:
فاعلاتن فاعلاتن فاعلاتن فاعلاتن (– ل – – |– ل – – |– ل – – |– ل – –): بحر رمل مثمن سالم
روزگار است این که گه عزّت دهد گه خوار دارد / چرخ بازیگر از این بازیچه‌ها بسیار دارد (قائم مقام فراهانی)

## زحافات
زحافات (تغییرات) مشهور بحر رمل: (خَبن- کَفّ - شَکل - حَذف – جَحف - صَلم – رَبع - توسیع):
1. فعلاتن: مخبون
2. فاعلاتُ: مکفوف
3. فَعَلاتُ: مشکول
4. فاعلن: محذوف
5. فَعَلن: مخبون محذوف
6. فع لن: اصلم
7. مفعولن: مشعّث
8. فَعَل: مربوع
9. فَع: مجحوف

## اوزان
اوزان پرکاربرد بحر رمل:
- فاعلاتن فاعلاتن فاعلاتن فاعلاتن: بحر رمل مثمن سالم*
- فاعلاتن فاعلاتن فاعلاتن فاعلن: بحر رمل مثمن محذوف* (سومین وزن پرکاربرد شعر فارسی)
- فَعِلاتُ فاعلاتن فَعِلاتُ فاعلن: بحر رمل مثمن مشکول*
- فَعَلاتن فَعَلاتن فَعَلاتن فَعَلاتن: بحر رمل مثمن مخبون*
- فَعَلاتن فَعَلاتن فَعَلاتن فَعَلن: بحر رمل مثمن مخبون محذوف* (چهارمین وزن پرکاربرد شعر فارسی)
- فاعلاتن فاعلاتن فاعلاتن: بحر رمل مسدس سالم*
- فاعلاتن فاعلاتن فاعلن: بحر رمل مسدس محذوف* (از اوزان مشترک با مثنوی)
- فَعَلاتن فَعَلاتن فَعَلن: بحر رمل مسدس مخبون محذوف*

مجموعهٔ اوزان بحر رمل (به ترتیب افاعیل):
- فاعلاتن فاعلاتن فاعلاتن فاعلاتن (رمل مثمن سالم)*
- فاعلاتن فاعلاتن فاعلاتن فاعلن (رمل مثمن محذوف)*
- فاعلاتن فاعلاتن فاعلاتن (رمل مسدس سالم)*
- فاعلاتن فاعلاتن فاعلاتن فع (رمل مثمن مجحوف)
- فاعلاتن فاعلاتن فاعلن (رمل مسدس محذوف)*
- فاعلاتُ فاعلاتن فاعلاتُ فاعلاتن (رمل مثمن مکفوف)
- فاعلاتُ فاعلاتُ فاعلن (رمل مثمن مکفوف محذوف)
- فَعَلاتن فَعَلاتن فَعَلاتن فَعَلاتن (رمل مثمن مخبون)*
- فَعَلاتن فَعَلاتن فَعَلاتن فَعَلن (رمل مثمن مخبون محذوف)*
- فَعَلاتن فَعَلاتن فَعَلاتن فَع (رمل مثمن مخبون مجحوف)
- فَعَلاتن فَعَلاتن فَعَلاتن (رمل مسدس مخبون)
- فَعَلاتن فَعَلاتن فَعَلن (رمل مسدس مخبون محذوف)*
- فَعَلاتن فَعَلاتن فَعَل (رمل مسدس مخبون مربوع)
- فَعِلاتُ فاعلاتن فَعِلاتُ فاعلن (رمل مثمن مشکول)*
- فَعِلاتُ فاعلاتن فَعِلاتُ فَع لُن (رمل مثمن مشکول اصلم)
- فَعِلاتُ فع لن فَعِلاتُ فَع لُن (رمل مثمن مشکول اصلم در حشو و عروض و ضرب)
- فَعَلییاتن فَعَلییاتن فَعَلییاتن فَعَلییاتن (رمل مثمن مخبون موسّع)

### کاربردهای خاص
مثنوی مولوی و اشعار متأثر از آن در وزن زیر از بحر رمل قرار دارد:
- فاعلاتن فاعلاتن فاعلن: بحر رمل مسدس محذوف*

بشنو از نی چون حکایت می‌کند / از جدایی‌ها شکایت می‌کند (مولوی)